# 雅芳 (科罗拉多州)
雅芳（英語：Avon），是美国科罗拉多州伊格尔县下属的一座城市。建市于1978年2月24日，面积大约为8.097平方英里（20.971平方公里）。根据2010年美国人口普查，该市有人口6,447人。2011年估计该市有人口6,365人，相比2010年人口增长率为1.27%。同时，论人口该市是科罗拉多州第63大城市。